# Armand Mirpour
Armand Mirpour, född 22 januari 1988 i Teheran, Iran, är en svensk musiker, skådespelare och fotomodell bosatt i Stockholm. 
Mirpour kom som tvååring till Sverige tillsammans med modern ståuppkomikern, Zinat Pirzadeh. Han har medverkat som skådespelare i TV-serien Labyrint och det var där han först kom i kontakt med musiken genom en scen där han skulle sjunga och spela gitarr. Sedan dess har Mirpour fokuserat på musiken och släppte under 2010 två EP, Curly Boys Law och I Am a Volcano. Den 11 april 2012 släppte han albumet Boy Will Sing for Directions Home.
Armand Mirpour är även med i alternativbandet Det Urbana Barnets Sorg. Bandet hamnade på löpsedlarna efter att de stoppats på scen under pågående konsert på Ung08 festivalen, sedan de kritiserat konsertarrangörens utfrysning av Planka.nu och dess anhängare på festivalområdet. 
2012 bildade Mirpour skivbolaget BNOGA med en av vännerna från Det Urbana Barnets Sorg. Han berättar att idén till BNOGA, som är en akronym för Be Nice Or Go Away, kom till efter att han genom sin resa som signad soloartist upplevt sig alltför begränsad och styrd, samt ur uppfattningen om att musikindustrin har fastnat i gamla inkörda hjulspår.
Mirpour skriver även musik åt andra artister, bland annat japanska akter.[källa behövs] Mirpour har arbetat som fotomodell åt bland annat Filippa K och Cheap Monday.

## Filmografi
- 2003 – Paragraf 9 (TV-serie) – Tobias
- 2007 – Labyrint (TV-serie) – Nino
- 2015 – Boys (TV-serie) - Leo
- 2018 – Lingonligan  (TV-serie)
- 2019 – Allt jag inte minns (TV-serie)